# Sankt Jørgens Kirke (Tåsinge)
 For alternative betydninger, se Sankt Jørgens Kirke. (Se også artikler, som begynder med Sankt Jørgens Kirke)
Sankt Jørgens Kirke eller Landet Kirke er en sognekirke i landsbyen Landet på Tåsinge. Den har romansk skib, kor og apsis, mens tårnet er fra 1600-tallet.
Kirkens indgang har siden ca. 1870 været placeret ved den vestlige side af tårnet via våbenhuset. Fra den gamle, nu tilmurede, mandsdør i kirkens sydside har man hentet en romansk indgangsportal, der foroven har en tympanon med en tronende, kronet Kristusfigur. Siderne har to relieffer i granit, der forestiller en løve og en kentaur. Sidstnævnte figur var gengivet på bagsiden af den danske 50-kroneseddel i 1997-serien.
I våbenhuset er der opstillet tre gravsten, der alle oprindeligt har ligget i gulvet i kirkens kor og derfor er meget nedslidte. På den ældste kan man kun se årstallet 1618, men det er formodentlig en sten for sognepræst Morten Nielsen Mesling, som netop døde i 1618. Den anden sten er sat over sognpræst Jens Mogensen Hossum, der var sognepræst ved kirken 1649-1679 og blev provst for Sunds Herred i 1670. Den sidste sten er sat over Axel Juel, der tilhørte Juel-familien på Valdemars Slot. Han var guvernør i Trankebar, men blev afskediget efter en hårdhændet nedkæmpelse af et mytteri, og døde i 1720.

## Inventar
Døbefonten er i romansk stil og enkel i udførelsen. Altertavlen er et maleri fra ca. 1538 fra Lucas Cranach den Ældres værksted. Det var dog først i 1831, at dette maleri kom til kirken, da det blev hentet fra Valdemar Slots Kirke. Før da havde kirken en gotisk altertavle med udskårne figurer. Maleriets motiv er korsfæstelsen.
Kirkens prædikestol er dateret 19. juni 1619 og er et renæssancearbejde. 
Orgelet er fra 1974 og bygget af Marcussen & Søn. Det har 7 stemmer, 1 manual og pedal.
- Kirkerummet
- Orglet
- Prædikestolen
- Alteret

## Kirkegård
På kirkegården er Elvira Madigan og Sixten Sparre begravet, og to engelske flyvere (Arthur John Sayer og Louis Godfrey Glaus), der blev skudt ned i februar 1944 under 2. verdenskrig, er ligeledes begravet på kirkegården.